# مركبة غاز

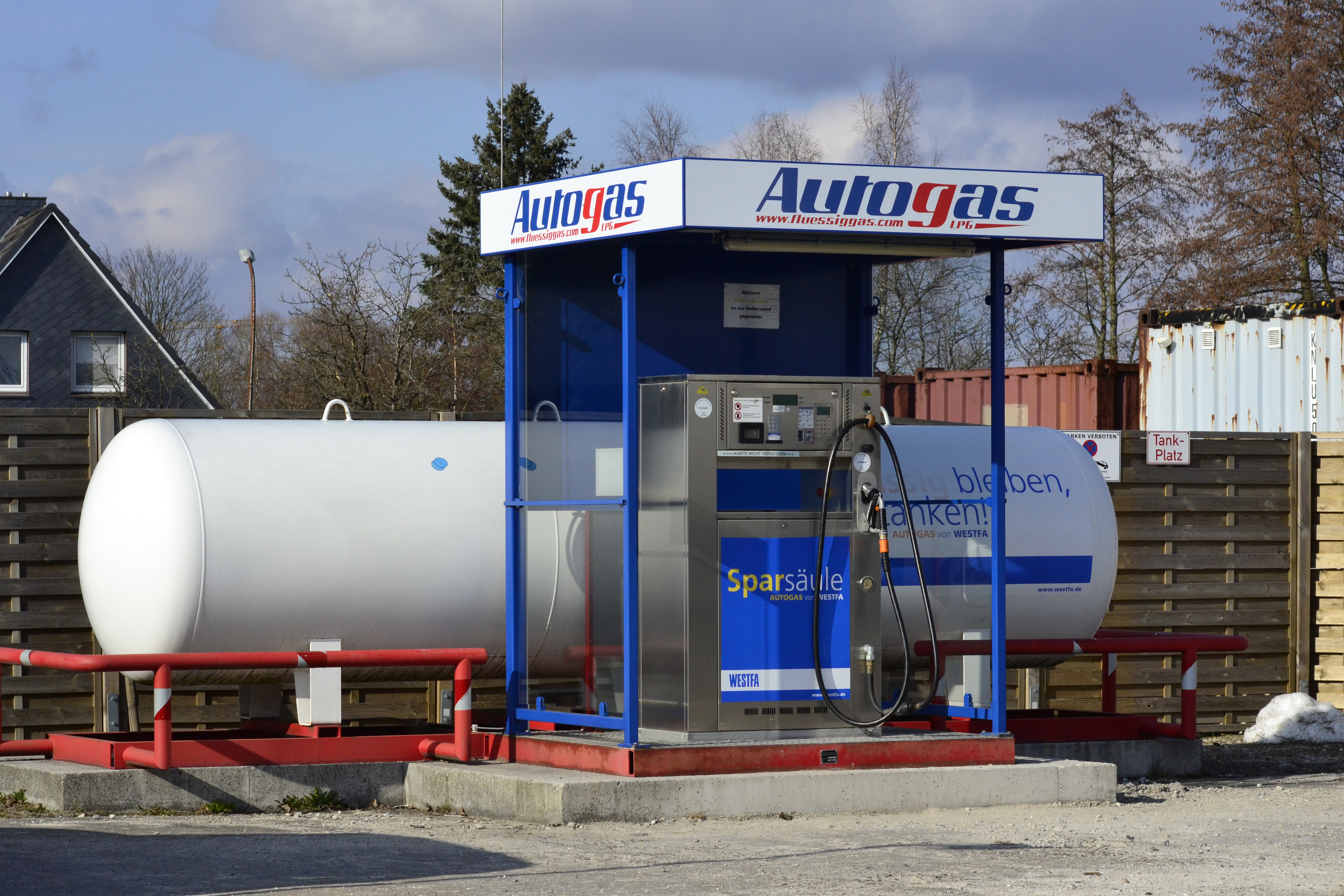
محطة وقود للتزود بالغاز

مركبة غاز (أوتوغاز Autogas) مصطلح شامل يتضمن جميع المركبات من وسائل النقل التي تستخدم الغاز النفطي المسال وقوداً في محرك الاحتراق الداخلي.
عادةَ ما يستخدم مزيج من البروبان والبوتان لذلك الغرض. تندرج مركبة الغاز الطبيعي ضمن تصنيف المركبات العاملة على الغاز. تعد المركبت العاملة على الغاز أخف ضرراً على البيئة من المركبات العاملة على المشتقات النفطية التقليدية.